# Luis Carreras y Lastortas
Luis Carreras y Lastortas (Mataró, 1840-Barcelona, 1888) fue un escritor y periodista español.

## Biografía
Nacido en la localidad barcelonesa de Mataró en 1840, estudió en el Seminario Conciliar de esta ciudad y residió algunos años en París. Colaboró en 1859 en el semanario El Café y publicó varios artículos en El Noticiero de Barcelona, con el pseudónimo «Manuel Enrique de Lara». En 1866 escribió una Crónica de la provincia de Segovia y en 1867 varios artículos sobre literatura en La América, y después fue redactor de los diarios El Principado, La Imprenta y El Diluvio. En este último publicó una serie de artículos sobre Cervantes, que eran un boceto de la obra que pensaba escribir sobre el escritor.
Tradujo la obra de Le Bon titulada La civilización de los árabes (Barcelona, 1864) y El trabajo y la redención de Jules Simon (Barcelona, 1869), además de escribir unos Retratos a la pluma, que comprendieron los de Shakespeare, Balzac, Bretón de los Herreros, Espronceda, Larra y Praxíteles, un drama titulado Consecuencias (1864), C. Boet, El toisón de oro (1880) y El rey de los carlistas (1881). Entre sus obras también se incluyeron Los malos novelistas españoles, generalizados en D.M. Fernandez y Gonzalez, D. Francisco J. Orellana, D. Rafael del Castillo, D. Enrique Perez Escrich (1867), Historia de la guerra de Francia y Prusia (dos volúmenes, 1871), Un casamiento infame, réplica al duque de la Torre (1883) y la novela Elvira (1884). Falleció en Barcelona en junio de 1888.